# Селвін

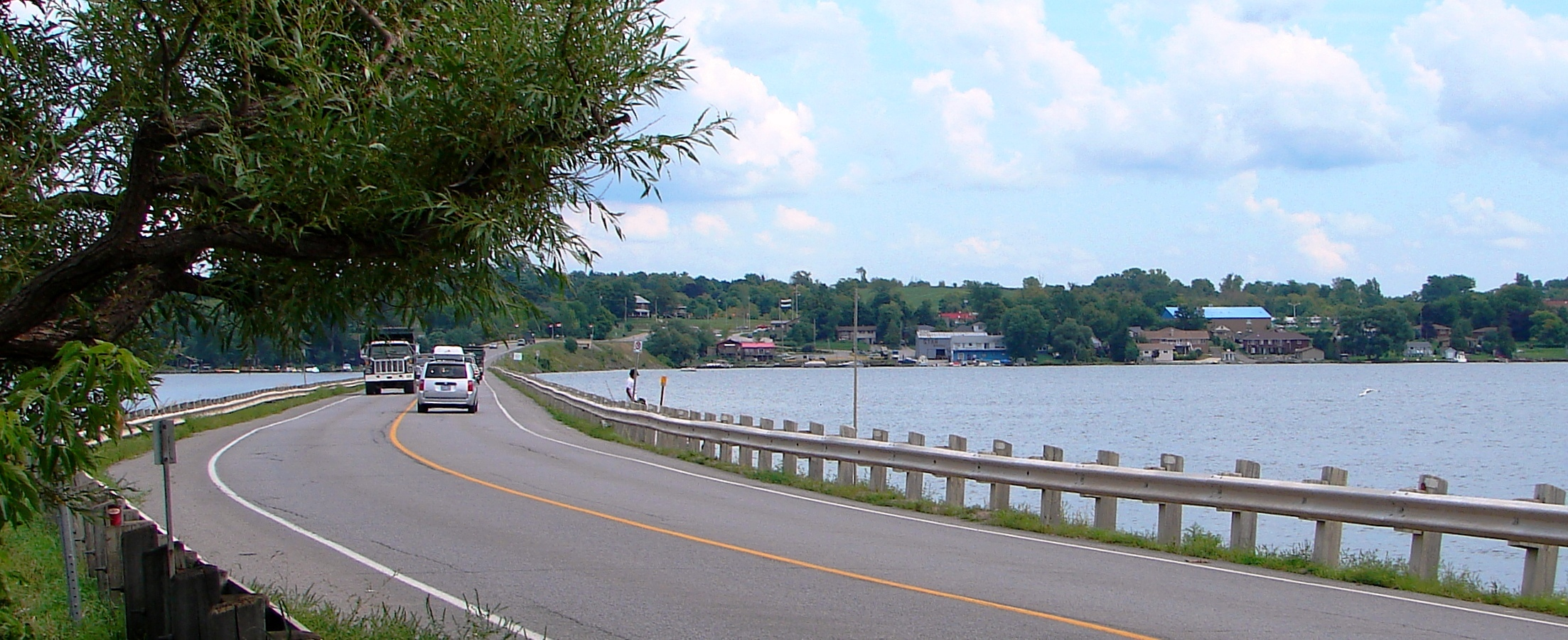
Озеро Шімонґ із Бріджнортом на задньому плані

Селвін (англ. Selwyn) — містечко в центрально-східній частині Онтаріо, Канада, розташоване в окрузі Пітерборо.
Раніше відоме як Сміт-Еннісмор-Лейкфілд, містечко прийняло підзаконний акт, який змінив назву на Селвін у 2012 році. Зміна стала офіційною 15 січня 2013 року.

## Історія
1 січня 1998 року містечка Еннісмор і Сміт були об'єднані, утворивши містечко Сміт-Еннісмор. 1 січня 2001 року наказом міністра було створено містечко в його нинішньому вигляді шляхом об'єднання колишнього незалежного села Лейкфілд з містечком Сміт-Еннісмор і частиною містечка Дуро-Даммер.
11 грудня 2012 року міська рада проголосувала за вибір нової назви після того, як пошта Канади повідомила багатьох жителів про те, що адреси доведеться змінити, щоб відображати муніципалітет через поступове припинення його системи сільських маршрутів. Трьома голосами проти двох міська рада проголосувала за прийняття нової назви Селвін (англ. Selwyn).

## Географія
Місто включає в себе громади: Бріджнорт, Шімонґ-Гайтс, Шімонґ-Парк, Коннот-Шор, Дір-Бей, Емералд-Айл, Енісмор, Файфс-Бей, Фладс-Лендінґ, Фавлерс-Корнерз, Ґаннон-Біч, Ґаннон-Вілледж, Каварта-Парк, Кімберлі-Парк, Селвін-Парк, Селвін-Шорз, Стюарт-Гайтс, Тера-В'ю-Гайтс, Тиндл-Бей, Вікторія-Спринґс, Віледж-Медовз, Винвард-Сандс, Вудленд-Ейкерс, Янґс-Ков, Янґс-Пойнт і Янґстаун.
Містечко на 67 відсотків складається з сільської місцевості, включаючи невеликі села та селища, а також міські райони Лейкфілд, Бріджнорт-Шімонґ-Парк і Вудленд-Ейкерс (частина міського району Пітерборо). Ферми були створені на більшості рівнинних ділянок, які помережані між пагорбами та озерами. Через містечко проходить водний шлях Трент — Северн.

## Демографічні показники
Рідна мова: 
- Англійська як перша мова: 92,4%
- Французька як перша мова: 1,3%
- Англійська та французька як перша мова: 0%
- Інша мова: 6,3%

Населення до об’єднання (2001):
- Загальна кількість населення у 1996 році: 16 109 осіб
- Еннісмор (місто): 4465
- Лейкфілд (село): 2444
- Сміт (місто): 9200
- Населення 1991 р.:
- Еннісмор (місто): 4284
- Лейкфілд (село): 2555
- Сміт (місто): 8997

## Економіка
Регіон знаходиться в центрі східної котеджної зони Онтаріо, де міські жителі (переважно з регіону Торонто) мають котеджі на багатьох невеликих озерах. Багато з роздрібної торгівлі та послуг, що пропонуються в регіоні, обслуговують цей сезонний ринок.
Малі ферми є значною галуззю місцевої економіки, а виробництво молока та м’яса є одними з примітних товарів.

## Врядування
На муніципальних виборах 2010 року Мері Сміт отримала посаду мера, перемігши попередника Рона Міллена з різницею 1355 голосів. Колишній федеральний член парламенту Енді Мітчелл змінив Сміт на звільненій нею посаді заступника.

## Освіта
Поруч із містечком знаходиться школа Лейкфілдський коледж, яку принц Ендрю, герцог Йоркський відвідував у 1977 році. Кампус був місцем зйомок канадського фільму 1977 року «Вік невинності / Літо регтайму». У самому селі знаходиться Державна школа округу Лейкфілд, яка відкрилася в 2018 році після закриття Молодшої державної школи Рідпат, названої на честь Джеймса Вільяма Рідпата, видавця газети Lakefield News наприкінці 19 та початку 20 століття, місцевого бізнесмена, спортсмена і сановника. Лейкфілдська школа працює в будівлі, яка раніше використовувалася для нині закритої середньої школи округу Лейкфілд. Католицька школа Св. Павла, яка розташована дуже близько від середньої школи, є районною парафіяльною школою.

## У художній літературі
У романі Пола Ніколаса Мейсона «Підбиті підошви» (2005) Лейкфілд є місцем паломництва, розпочатого в липні 1997 року, коли тисячі паломників з усього світу йдуть від Пітерборо стежкою Ротарі Ґрінвей до англіканської церкви св. Іоана у Лейкфілді. У центрі паломництва – статуя синьошкірого Ісуса в натуральну величину в підвалі церкви. Дія другого роману Мейсона «Червоне плаття» (2008) також розгортається в Лейкфілді, хоча цього разу поселення переназване на Ґрінфілд.

## В кіно
- Лейкфілд і школа Лейкфілдського коледжу використовувалися як місце для зйомки канадського фільму 1977 року «Вік невинності» (він же Регтаймове літо ) з Девідом У
- Ворнером, Онор Блекмен і Труді Янґ у головних ролях. Одна пам'ятна сцена була знята на місці старої залізничної станції Лейкфілд на вулиці Стенлі. Перші чотири літери були вилучені на вивісці Лейкфілд і замінені на назву Рокфілд.
- Взимку 2010 року компанія Verizon зняла рекламу на відкритій ковзанці для промоції катання на ковзанах в Онтаріо в Лейкфілді.
- Unheralded (2011), документальний фільм National Film Board режисера Аарона Генкокса, розповідає про газету Lakefield Herald . Оповідь зосереджена на журналістах цієї громадської газети, які висвітлюють важливі події, що відбуваються в місті та його околицях.

## Відомі люди
- Чарльз Арколл Болтон, колишній радник і мер, покинув Онтаріо, а пізніше став сенатором від Маркетта, МанітобаСебастьян Бах, рок-співак, відомий тим, що був солістом гурту Skid Row
- Ронні «Гок» Гокінс, канадський кантрі-музикант американського походження
- Маргарет Лоуренс, письменниця
- Leahy Family, музичний гурт
- Сюзанна Муді, піонерка, письменниця та редакторка газети
- Пол Ніколас Мейсон, письменник
- Пол Реддік, блюз-рок виконавець, автор пісень і арфист
- Брюс Рідпат, професійний хокеїст, який грав у кількох командах Кубка Стенлі на початку 20 століття
- Катарін Парр Трейл, піонерка англійського походження, письменниця, натуралістка (сестра Сюзанни Муді)
- Майк Фішер, професійний хокеїст «Нешвілл Предаторз», виріс у Бриджнорті
- Пол Солес, актор озвучування, відомий тим, що озвучив Гермі у фільмі «Рудольф, червононосий північний олень» і «Людина-павук» у 1960-х
- Томас Тот, канадський бігун. [7]
- Тайлер Ардрон, канадський міжнародний гравець у регбі, гравець у суперрегбі (Вайкато Чіфс ), гравець ITM Cup (Бей оф Пленті)
- Тревор Джонс, канадський весляр.

## Зовнішні посилання
- Офіційний сайт